# Den internationale Clearing-bank
|  | Dublet Denne artikel handler om det samme som Bank for International Settlements. (Diskutér artiklen) |

Den internationale Clearing-bank (engelsk: Bank for International Settlements, BIS) er en international bank, der varetager bl.a. clearing mellem centralbanker. Banken blev etableret i 1930 på baggrund af en aftale mellem regeringerne i Tyskland, Storbritannien, Frankrig, Italien, Belgien, Schweiz, Japan og USA. Banken blev oprindelig etableret for at understøtte betaling af internationale lån og krigsskadeerstatning jf. Versailles-traktaten fra 1919. Banken blev under 2. verdenskrig brugt af nazisterne til håndtering af krigsbytte fra bl.a. jøder. I 1946 blev det besluttet at nedlægge banken, men ordren blev aldrig ført ud i livet.